# Đuro Đaković Holding
Đuro Đaković Grupa d.d. (kraće: ĐĐ) strojarska je grupacija iz Slavonskog Broda za proizvodnju vagona, tramvaja, specijalnih vozila, borbenih vozila, poljoprivrednih strojeva, mostova, industrijskih pogona, auto-dijelova i dr. 
Tvrtka ima vrlo dugačku tradiciju proizvodnje raznovrsnih proizvoda jer je nastala 1921. godine. Bila je prva tvornica za proizvodnju vagona i vlakova na čitavom jugoistoku Europe. Također mu je uspjelo, među prvima na svijetu, proizvesti most potpuno iz zavarenih konstrukcija (željeznički most u Zagrebu 1939. godine), pa stoga nije niti čudno da je upravo "Đuro Đaković" jedna od svega tri hrvatske tvrtke sposobne za izgradnju i najsloženijih mostovnih konstrukcija (Maslenički most), a jedina specijalizirana za mostove od čeličnih konstrukcija.  
Osim u Hrvatskoj dijelovi grupacije imaju dosta razgranatu mrežu poslovanja u Europi i šire, gdje izvoze mnoge svoje proizvode. Posebno se to odnosi na zapadnoeuropska tržišta, na kojima ĐĐ ostvaruje sve značajnije prihode.
Neke od hala ovog poduzeća gradio je GRO Vladimir Gortan.

## Đuro Đaković Grupa
Grupaciju Đuro Đaković čine Đuro Đaković Grupa d.d. kao matična i menadžment tvrtka grupe i četiri društava, u kojima je Đuro Đaković Grupa d.d. većinski vlasnik:
- Đuro Đaković Specijalna vozila d.d.
- Đuro Đaković Industrijska rješenja d.d. (nastalo pripajanjem ĐĐ Elektromont i ĐĐ Proizvodnja oprema društvu Đuro Đaković Inženjering d.d.)
- Đuro Đaković Strojna obrada d.o.o.
- Đuro Đaković Energetika i infrastruktura d.o.o.

Poslovna područja u kojima djeluje Grupacija Đuro Đaković su: industrija i energetika, transport i obrana. U području industrije i energetike ĐĐ Grupa d.d. izvodi inženjerske usluge i izvođenje radova na području industrijskih postrojenja za naftu i plin, kemijske i petrokemijske industrije, energetskih postrojenja, prehrambene industrije, cementne industrije i metalurgije. 
Na području transporta tvrtka proizvodi željezničke teretne vagone za Hrvatske željeznice i zapadnoeuropsko tržište. 
Tvrtka, kao strateški partner Patrie Oy, proizvodi modularna vozila Patria AMV 8x8 s otvorenom arhitekturom te razvija, integrira i proizvodi borbena vozila i poboljšava interoperabilnost i kompatibilnost tenkova (M-84 i M-84A, M-84AB MBT, M-84A4 MBT i M-84D tenk Degman, nova modernizirana verzija razvijena prema zahtjevima za novi ili modernizirani tenk za Oružane snage Republike Hrvatske. Tvrtka također postaje i središnje mjesto za opremanje i modernizaciju Bradleya.

## Povijesne činjenice
Kao tvrtka osnovana je 1921. godine, a nakon Drugoga svjetskog rata, nakon komunističke nacionalizacije tvrtki PIPNO, PIO i IP, tvrtka dobiva ime po narodnom heroju Jugoslavije, Đuri Đakoviću.
- ĐĐ je bio prva velika hrvatska strojarska tvrtka.
- Prva je na cijelom jugoistoku Europe proizvodila lokomotive (npr. JŽ serija 662) i tramvaje.
- Osnivač katedre za tehničku mehaniku na današnjem FSB-u u Zagrebu Brođanin je prof. Davorin Bazjanac koji je svojevremeno bio zaposlenik u ĐĐ-u.
- Prvi zavareni most u Europi izvela je tvrtka ĐĐ iz Sl. Broda.
- ĐĐ je proizveo i prvi elektromotorni vlak na jugoistoku Europe 1939.
- ĐĐ je prva Hrvatska tvrtka (ali i na jugoistoku) koja je dobila njemački standard za zavarivanje fau-de, koji je kasnije putem svog instituta dodijelila zagrebačkom FSB-u, a oni dalje drugim tvrtkama u tadašnjoj Jugoslaviji.
- U ĐĐ-u je dugo radio Bojan Kraut, autor poznatog Krautovog priručnika. Prvo hrvatsko izdanje Krauta (u tadašnjoj FNRJ drugo, prvo je bilo slovensko) objavila je firma ĐĐ 1956. godine. Tim povodom u predgovoru je priručnika B. Kraut zapisao: "Naročito me je obradovalo, da je baš radni kolektiv Industrije lokomotiva, strojeva i mostova Đuro Đaković u Slavonskom Brodu izrazio želju da preuzme nakladu. To je naime tvornica, u kojoj sam dugim godinama rada stekao vrlo značajni dio svog stručnog znanja...".
- Tijekom svoje je povijesti ĐĐ surađivao s cijelim nizom vrlo poznatih europskih tvrtki od kojih su neke: Deutsche Babcock&Wilcox-Dampfkessel Werke (Njemačka), Heinrich Vorkauf (Njemačka), La Mont Kessel Herpen (Njemačka), KAH (Njemačka), BMA (Njemačka), Voith (Austrija), FIAT S.P.A. (Italija), Pechiney (Francuska), Brissonneau et Lotz (Francuska), SULZER A.G. (Švicarska), ŠKODA (Češka) itd.
- ĐĐ je u Hrvatskoj izgradio na desetke čeličnih mostova.
- ĐĐ je obrazovao cijeli niz profesora, doktora znanosti i stručnjaka, koji danas rade na Strojarskom fakultetu u Slavonskom Brodu i FSB-u u Zagrebu, ali i izvan Hrvatske u raznim institutima i tvrtkama.

U rujnu 2022. češka tvrtka DD Acquisition, osnovana od strane CE Industries i Promet Group, postaje većinski vlasnik tvrtke  (81,9 %) Đuro Đaković Grupa d.d.

## Vanjske poveznice
- Službena stranica Đuro Đaković Grupe d.d.
- Đuro Đaković Grupa d. d. Hrvatska tehnička enciklopedija, portal hrvatske tehničke baštine. LZMK